# Enterolobium contortisiliquum
El timbó colorado, timbó-pytã, guanacaste, pacará u oreja negra (Enterolobium contortisiliquum) es un árbol de regiones tropicales y subtropicales de América del Sur.

## Características
Es un árbol de gran tamaño, que llega a alcanzar los 30 m  de altura y un diámetro de 2 m en el fuste, aunque se han registrado ejemplares de más del triple de este diámetro. Es bastante heliófilo, por lo que los ejemplares que crecen en asociación o en entornos selváticos tienden a poseer un fuste recto, mientras que los ejemplares solitarios suelen ser tortuosos. La copa es ancha y de forma hemisférica.  
Está recubierto de una corteza cenicienta, lisa en los ejemplares juveniles y agrietada en los adultos, con lenticelas transversales. Las hojas son compuestas, bipinnadas, alternas, glabras o apenas pubescentes. Cada folíolo alcanza 1 dm de longitud y contiene entre 8 y 23 pares de folíolo opuestos, de color verde oscuro por el haz y grisáceo por el envés, lanceolado-asimétricos, mucronados. Es caducifolio tardío.
Florece a mediados de primavera, formando inflorescencias en capítulo pedunculado, axilares o apicales, de forma globosa, con entre 10 y 20 flores hermafroditas de pequeño tamaño. Son pediceladas, de color blanco o ligeramente verdoso, con la corola tubular al cabo de un cáliz gamosépalo. El ovario es unilocular, multiseminado; el estigma pequeño, y el androceo es monadelfo, con numerosos estambres.
El fruto es una legumbre subleñosa, de superficie lisa y de color pardo oscuro cuando madura; de forma circular incompleta, a su aspecto debe el nombre de "oreja de negro". Alcanza los 5 cm de diámetro por 1 o 1,5 de espesor. Presenta el mesocarpio  subcarnoso y el endocarpio  septado. En su interior se encuentra una doble hilera de 5 a 7 semillas, de forma oval, lisas, con el tegumento muy resistente, de unos 10 x 6 mm. El fruto, capaz de flotar, ayuda a la diseminación por hidrocoria.

## Hábitat y distribución

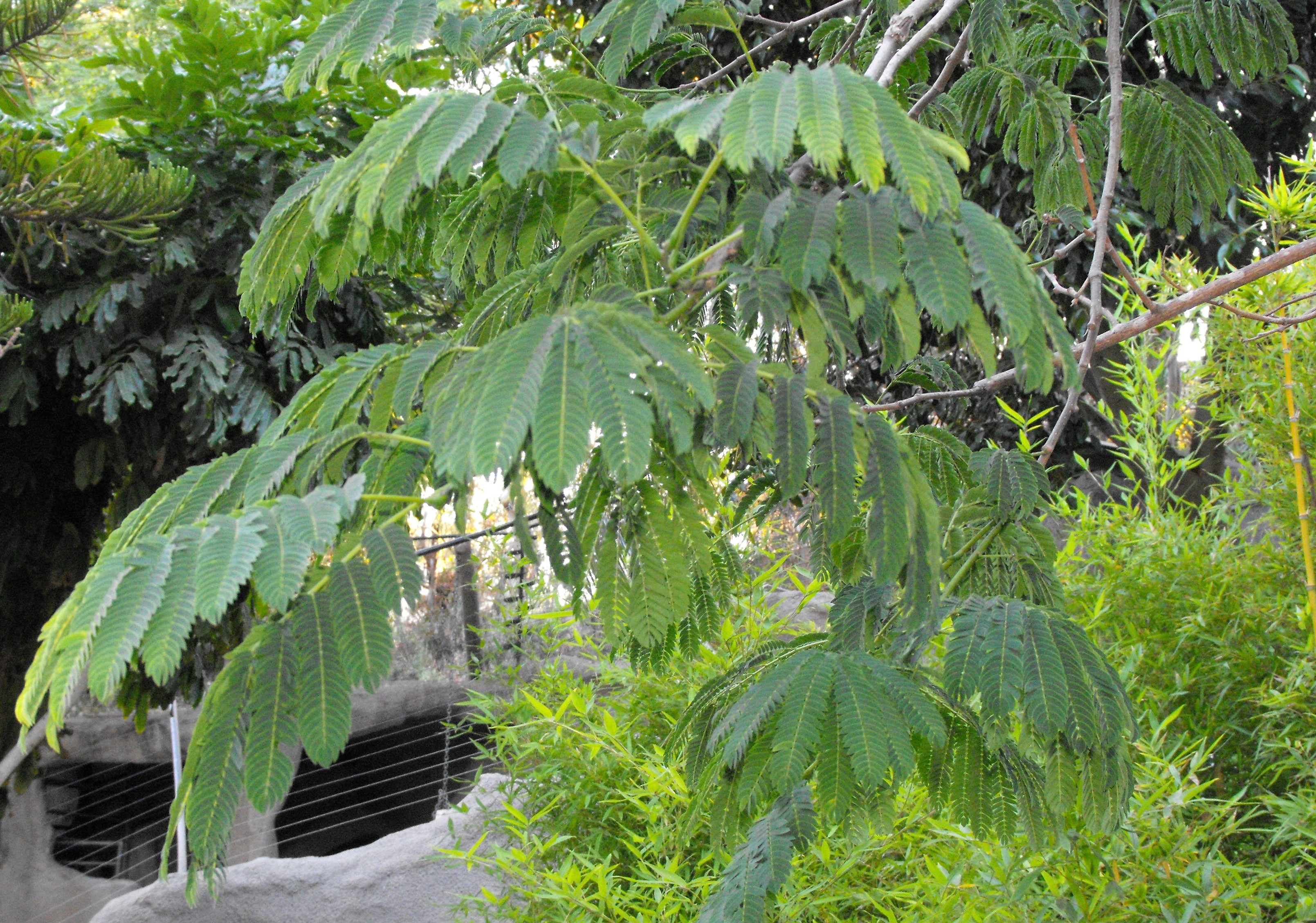
Rama de un ejemplar cultivado en California.

El timbó se encuentra desde el sur de Brasil, pasando por Paraguay, Uruguay hasta Bolivia y la precordillera. En Argentina habita en la región del litoral como en la selva misionera y en las selvas en galería de la cuenca del río Paraná y de la Plata, en la región chaqueña y en la selva de yungas en su región oriental.

## Uso

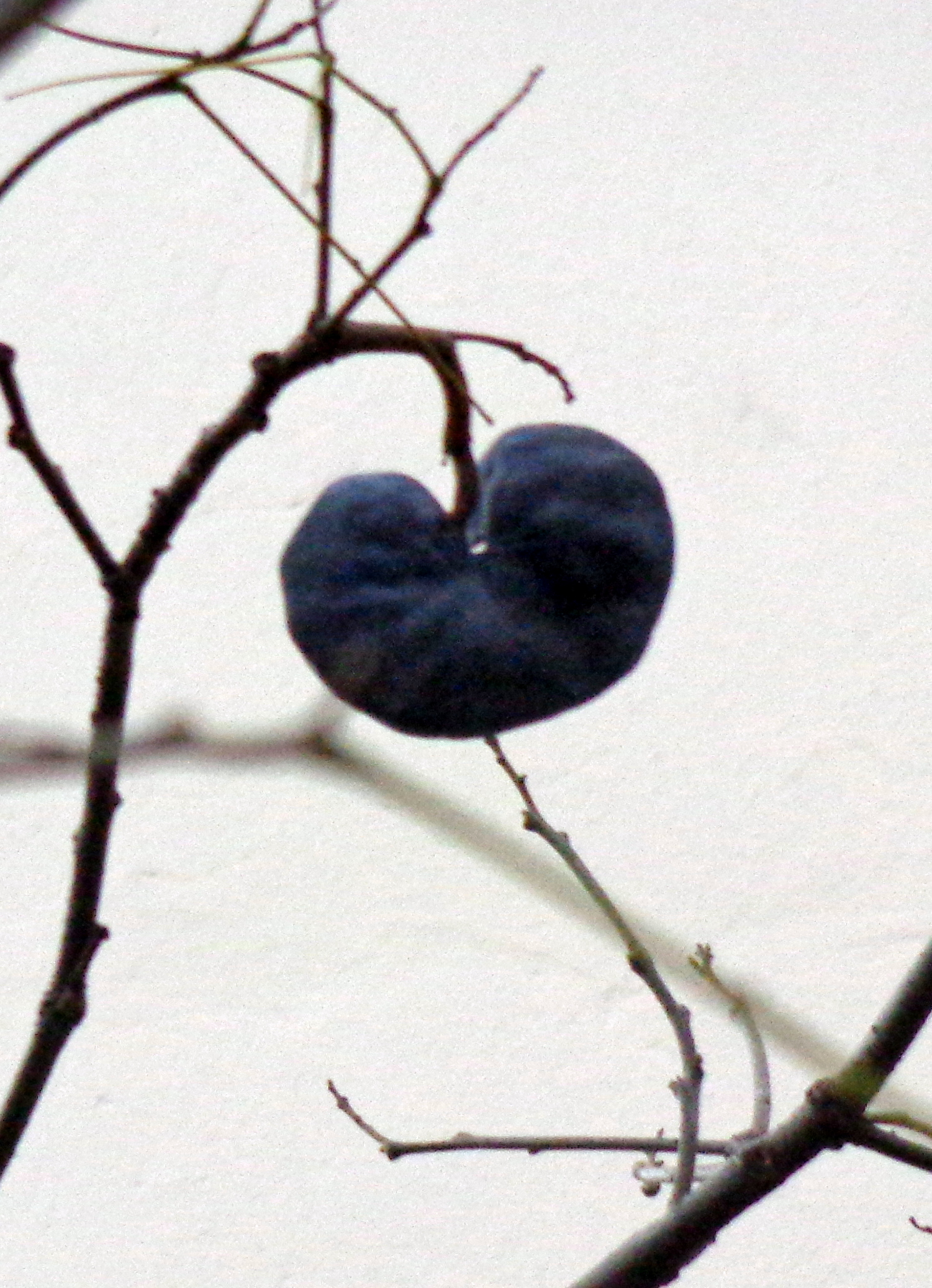
Fruto, llamado "oreja negra".

El timbó se aprecia por su valor ornamental y por la sombra de su ancha copa, que lo hace apto para espacios verdes de gran tamaño y parterres de avenidas.
La madera del timbó es liviana y resistente al agua gracias a su resina, por lo que la etnia  wichí lo utilizaba para elaborar canoas ahuecando su tronco. El duramen es de color castaño-rosáceo, con la albura amarillenta. Se emplea para aberturas, mobiliario de exteriores, parqué y carpintería de obra y naval.
El fruto y la corteza del timbó son ricos en saponinas, por lo que los pilagá los empleaban como jabón. La corteza contiene además entre un 13 y un 22% de taninos, dándosele aplicación en la curtiembre del cuero.
La raíz es tallada en varias comunidades rurales del Paraguay para la creación de diversos objetos: máscaras, estatuas, pájaros colgantes. Frecuentemente son decorados con pintura o pirograbado.

## Enlaces externos

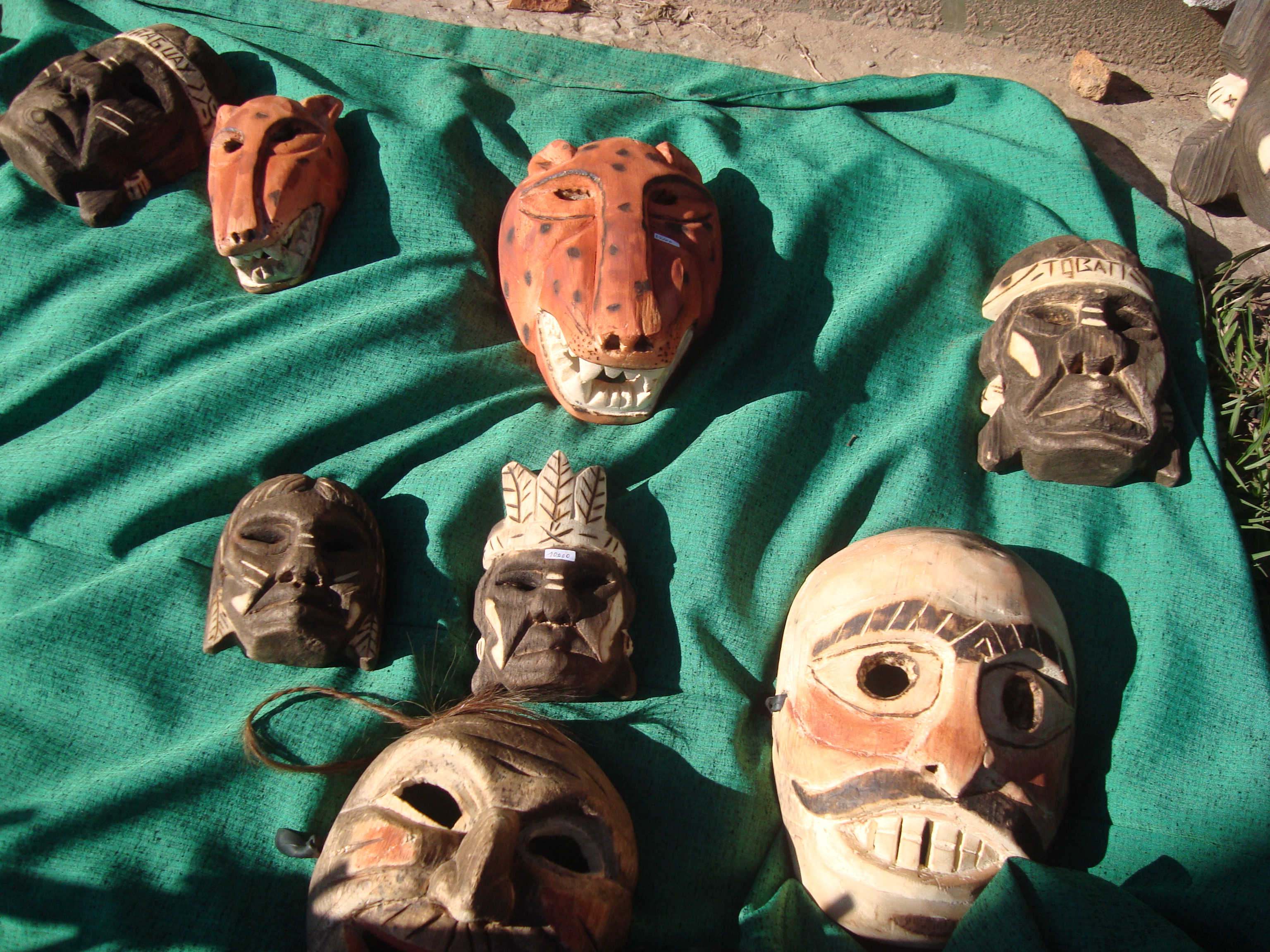
Máscaras en Tobatí talladas en la raíz de timbó.